# Église Notre-Dame-de-l'Assomption de Lessard-en-Bresse
 (décembre 2024).
L'église Notre-Dame-de-l'Assomption de Lessard-en-Bresse est une église située sur le territoire de la commune de Lessard-en-Bresse, dans le département français de Saône-et-Loire et la région Bourgogne-Franche-Comté.

## Historique
L'église a été reconstruite à partir de 1823, d'après des plans dressés par l’architecte Zolla (1822), grâce au produit de la démolition de l'ancienne église du village et de la chapelle de Tronchy.
L'église de Lessard en quelques dates :
- Ve ou VIe siècle : une première église est construite, appartenant aux moines de Saint-Marcel.
- 1490 : l'office est donné par le vicaire Chandelux.
- 1633 : l'église porte le nom de Saint-Georges.
- 1710 : l'église est désormais appelée Notre-Dame.
- 1776 : l'église est tellement vétuste que le vicariat général y interdit le culte tant que des réparations ne seront pas effectuées (la nef était alors montée en pans de bois remplis par des briques et de la maçonnerie, tandis que le chœur était fait en foisse ou en torchis).
- 1778 : les premiers plans de reconstruction d'une nouvelle église après démolition de l'église sont réalisés
- 24 et 25 février 1790 : à la suite des décrets de l'Assemblée nationale, la commune de Lessard-en-Bresse est formée et un conseil municipal est formé ; les décisions et votes se tiennent au sein même de l'église pourtant vieille et vétuste (les habitants avaient été prévenus des votes par sonnerie de la cloche, proclamation à la messe et affichage à la porte de l'église).
- du 30 juillet 1790 à 1827 : l'église étant en ruine, le culte est rattaché à celui de Saint-Christophe-en-Bresse.
- du 06 au 08 avril 1790 : Des votes pour la formation de l'Assemblée départementale de Saône-et-Loire ont lieu à Lessard-en-Bresse (la commune était alors chef-lieu d'un canton composé des communes de : Lessard, Tronchy, L'Abergement-Sainte-Colombe, Saint-Christophe-en-Bresse, Thurey et Quain ; les votes se déroulent sur la place publique car l'église était trop petite pour contenir les 439 électeurs qui sont restés durant les 3 jours à Lessard (l'église aura tout de même servi au dépôt des urnes).
- 30 juillet 1790 : Un inventaire des possessions de l'église de Lessard est réalisé, et il s'avère que l'église possède alors un champ au bourg du village allant avec le presbytère et ayant une contenance de 2 journaux et 1/3 (l'inventaire présente également tous les meubles, œuvres artistiques et habits du prêtre contenus dans l'église ou le presbytère).
- 13 février 1791 : le curé Constantin, en poste à Lessard depuis 1774, prête serment civique devant les notables et les officiers des communes de Lessard et de Tronchy (la formulation du serment était le suivant : « Je jure de veiller avec soin sur les fidèles de la paroisse qui m'est confiée, d'être fidèle à la Nation, à la Loi, au Roi et de maintenir de tout mon pouvoir la Constitution décrétée par l'Assemblée nationale et acceptée par le Roi. »).
- 06 avril 1793 : le curé Constantin est nommé « curé constitutionnel » par la Convention nationale.
- 20 janvier 1803 (30 nivôse an XI) : Le logement du curé Constantin est réparé et la réparation de l'église est prévue.
- 1er mai 1811 : étant donné qu'aucun des travaux n'ont encore été effectués, le culte est rattaché à celui de Saint-Christophe-en-Bresse par décret impérial du 28 juin 1810.
- 28 septembre 1814 : la cloche de l'église étant fêlée, elle est fondue pour permettre à l'église de disposer d'une nouvelle cloche, dont la masse sera de 400 livres (environ 180 kg), moyennant la somme de 287 francs et 2 moules de bois.
- 02 novembre 1819 : les communes et les habitants de Lessard-en-Bresse et de Tronchy demandent au préfet de Saône-et-Loire, à l'évêque d'Autun et au ministère de l'Intérieur qu'une nouvelle église soit construite à la suite de l'ordonnance du 29 août 1819 créant 500 nouvelles succursales (ils accusent le curé de Saint-Germain-du-Plain d'avoir poussé à la suppression de l'église de Lessard lors du décret de suppression du 10 juin 1810, au moment où Lessard n'eut plus été chef lieu de canton).
- 30 juin 1822 : la commune émet le vœu d'édifier une église et, pour cela, entre en contact avec l'architecte Zolla.
- 1823 : un clocher de 32 mètres couvert en bruyères est construit.
- 13 juillet 1823 : un constat de vétusté de l'église est rédigé pour permettre la récupération des matériaux de l'église.
- 1825 : Monsieur Poisol prend du sable à deux endroits qui lui ont été désignés pour la construction de l'église dont il a été chargé.
- de 1825 à 1828 : démolition et reconstruction de l'église selon les plans de 1778, à l'exception du clocher (puisqu'il a été érigé en 1823) ; les fondations sont faites en pierre, tandis que les murs et le chœur sont également montés en pierre sur 50 centimètres depuis le sol et le reste des murs en briques (les piliers sont faits en pierre de taille).
- 8 octobre 1827 : nomination d'un nouveau prêtre.
- mai 1829 et 14 juin 1829 : votes d'impôts permettant de financer les paiements du devis de l'architecte Zolla, l'estimation des matériaux des églises de Lessard et de Tronchy par Monsieur Violet, les suppléments à M. Poisol et à M. Noyaux (constructeur des Ponts et Chaussées) et pour clore les paiements de travaux de l'église en insérant le mortier pour la toiture, la chaux et le sable de rivière qui avaient été omis dans les devis précédents.
- 16 août 1829 : le registre de paiement a été clos.
- 1832 : réalisation de la voûte dans la nef à la manière de Philibert Delorme.
- novembre 1840 : le clocher s'écroule sur l'église, à la suite de pluies diluviennes durant l'automne qui provoquèrent des lézardes dans tous les murs de l'église.
- 9 février 1841 : le conseil municipal demande qu'un devis soit réalisé par l'architecte Gillet ; le devis demeure basé sur les plans de 1778 mais intègre également l'agrandissement de l'église en avançant le mur de face de 6,15 mètres et la pose de la cloche de Lessard et de Tronchy (stockée depuis la destruction de l'église de Tronchy en 1823 qui était église sous le vocable de Saint Jean-Baptiste et située sur le cimetière actuel du village, au Bas-de-Tronchy) dans le nouveau clocher qui a été construit plus long et large et surtout moins haut qu'auparavant (la présence des deux cloches a fait que l'on commença à parler de la paroisse de Lessard-Tronchy et non plus de la paroisse de Lessard).
- 8 mai 1841 : Les devis et plans ont été réalisées et montrent que le prix des travaux est de 7 000 francs. Le montant est partagé entre Lessard et Tronchy mais une aide "de secours" du Ministère du Culte est requise
- 3 juillet 1841 : approbation des travaux par le préfet de Saône-et-Loire.
- 10 juillet 1841 : l'évêque d'Autun propose les communes de Lessard et de Tronchy au secours du gouvernement.
- 20 avril 1843 : les murs de l'église s'étant décalés de 3 centimètres en quinze ans, la commune demande également la pose de quatre contreforts pour consolider l'église.
- 8 mai 1843 : une ordonnance royale signée « Louis Philippe Roi des Français » autorise Lessard et Tronchy à s'imposer extraordinairement pour payer les travaux.
- 13 juin 1844 : début des travaux d'agrandissement de l'église, reconstruction du clocher avec pose des deux cloches, installation des quatre contreforts et pose d'une croix et d'un coq au sommet du clocher sur une calotte de support prévue à cet effet.
- 9 novembre 1844 : les deux-cinquième des travaux ont été payés sur un total de 6363,24 francs.
- 21 novembre 1845 : le sous-préfet parle « d'interminable affaire » pour désigner le paiement des travaux par les deux communes et ordonne donc aux communes de régler M. Boulard pour qu'il puisse installer les contreforts et finaliser les travaux.
- 3 décembre 1848 : le paiement des travaux a enfin été achevé.
- 6 novembre 1853 : des travaux d'entretiens et de réparations de l'église sont entrepris à la suite de dégâts dus à la grêle.
- 12 septembre 1868 : de nouveaux travaux sont entrepris dans l'église à cause de deux tempêtes successives ; pour les réaliser, le conseil municipal a voté un montant de 50 francs.
- 10 février 1869 : pose de la première horloge sur le clocher pour un montant de 600 francs débloqués par un vote.
- 8 février 1874 : les toitures de l'église et de la sacristie ont été réparées car elles s'étaient écroulées sur 12 mètres à la suite de l'effondrement de la corniche ; le conseil de fabrique paie les réparations grâce à un vote de 50 francs à Lessard et de 25 francs à Tronchy.
- octobre/novembre 1894 : pose de la seconde horloge sur le clocher, d'une valeur d'environ 12 000 francs, à la suite d'un don effectué par les époux Gaudillat-Guitaud pour leur 50e anniversaire de mariage (le don avait été promis par le couple depuis le 3 avril 1892, même en cas de séparation ou de la mort de l'un d'eux) ; en remerciement, de ce généreux don, la commune a offert au couple une concession perpétuelle gratuite au cimetière.
- 12 juillet 1904 : la statue de l'archange Saint Michel est installée sur la façade avant de l'église, au-dessus du porche.
- 29 mai 1950 : procession partant de l'église pour l'installation de la grotte mariale (destinée à Marie) des Libaux qui est une reproduction de la grotte de Lourdes, reproduction qui a été réalisée par les habitants des communes de Lessard-en-Bresse, Tronchy, Thurey et Vérissey qui estimaient avoir été épargnés lors de la Seconde Guerre mondiale ; située au hameau des Libaux, sur un terrain appartenant à des particuliers et donné aux communes pour 99 ans, cette grotte fut inaugurée à cette date par l'évêque d'Autun (monseigneur Lucien-Sidroine Lebrun), l'évêque de Saint-Jean-de-Maurienne (monseigneur Duc) et prédiqué par le chapelain de Paray-le-Monial, le révérend père Henry (lors de l'inauguration de la grotte, le film Le Voile Bleu de Jean Stelli a été projeté sur une toile blanche à 21 heures).
- 1987: réparations dans l'église à cause de fissures (l'édifice reçoit un plafond plat et les murs gouttereaux sont abattus puis remontés).
- 1988 : reprise du culte dès le début d'année.
- 4 février 1988 : inauguration de l'église par l'évêque d'Autun.

## Architecture
L’église se compose d'un massif clocher-porche, ouvrant sur une nef unique prolongée directement (sans décrochement) par un chœur semi-circulaire.

## Culte
Édifice consacré du diocèse d'Autun relevant de la paroisse de la Sainte-Trinité-en-Bresse (siège à Saint-Germain-du-Bois) – qui en est affectataire au titre de la loi de 1905 –, l'église de Lessard-en-Bresse est un lieu de culte catholique.